# 南澳大利亚体育学院
南澳大利亞體育學院是澳大利亚阿德莱德市郊的一所专门培训初级运动员的机构，由南澳大利亚政府出資于1982年成立。

## 知名运动员
- 弗朗切斯科·蒙泰罗索
- 迈克尔·马罗内
- 乔·科斯塔